# Acy-en-Multien
Acy-en-Multien är en kommun i departementet Oise i regionen Hauts-de-France i norra Frankrike. Kommunen ligger i kantonen Betz som tillhör arrondissementet Senlis. År 2022 hade Acy-en-Multien 844 invånare.

## Befolkningsutveckling
Antalet invånare i kommunen Acy-en-Multien
| Referens: INSEE |